# Arashi Beach
Arashi Beach is een strand op Aruba, nabij Malmok. Het is het meest noordwestelijke strand van Aruba en een van de vier openbare stranden gelegen aan het noordelijke deel van de L.G. Smith Boulevard. De vuurtoren California ligt ten noorden van het strand. Het is een witzandstrand en ondiep. Arashi Beach biedt de mogelijkheid tot snorkelen en vissen. De naam Arashi is van Indiaanse oorsprong.
Arashi Beach is een deelnemer aan het Aruba Reef Care Project om de koraalriffen en stranden schoon te houden, en is Blauwe Vlag gecertificeerd.
Arashi Beach · Baby Beach · Daimari Beach · Eagle Beach · Flamingo Beach* · Iguana Beach* · Mangel Halto · Palm Beach · Palmeiland* · Rodgers Beach

* privéstranden